# Prémios do Cinema Europeu de 2002
A 15ª Edição dos Prémios do Cinema Europeu (em inglês: 15th European Film Awards) foi apresentada no dia 7 de dezembro de 2002, por Mel Smith e Asia Argento. Esta edição ocorreu em Roma, Itália.

## Vencedores e nomeados
A cor de fundo       indica os vencedores.

### Melhor filme
| Filme                    | Título no Brasil    | Título em Portugal         | Diretor/Realizador | Produção (país)             |
| ------------------------ | ------------------- | -------------------------- | ------------------ | --------------------------- |
| Hable con ella           | Fale com Ela        | Fala com Ela               | Pedro Almodóvar    | Espanha                     |
| 8 Femmes                 | 8 Mulheres          | 8 Mulheres                 | François Ozon      | França                      |
| Bend It Like Beckham     | Driblando o Destino | Joga como Beckham          | Gurinder Chadha    | Reino Unido                 |
| Bloody Sunday            | Domingo Sangrento   | Domingo Sangrento          | Paul Greengrass    | Reino Unido / Irlanda       |
| Lilja 4-ever             | Para Sempre Lilya   | Lilya para Sempre          | Lukas Moodysson    | Suécia                      |
| Mies vailla menneisyyttä | O Homem Sem Passado | O Homem Sem Passado        | Aki Kaurismäki     | Finlândia                   |
| The Magdalene Sisters    | Em Nome de Deus     | As Irmãs de Maria Madalena | Peter Mullan       | Reino Unido                 |
| The Pianist              | O Pianista          | O Pianista                 | Roman Polański     | França / Polónia / Alemanha |

### Melhor realizador/diretor
| Realizador/Diretor | Nacionalidade (país) | Filme                    | Título no Brasil    | Título em Portugal  |
| ------------------ | -------------------- | ------------------------ | ------------------- | ------------------- |
| Pedro Almodóvar    | Espanha              | Hable con ella           | Fale com Ela        | Fala com Ela        |
| Marco Bellocchio   | Itália               | L'ora di religione       | A Hora da Religião  |                     |
| Andreas Dresen     | Alemanha             | Halbe Treppe             | Entre Casais        | A Meio Caminho      |
| Aki Kaurismäki     | Finlândia            | Mies vailla menneisyyttä | O Homem Sem Passado | O Homem Sem Passado |
| Mike Leigh         | Reino Unido          | All or Nothing           | Agora ou Nunca      | Tudo ou Nada        |
| Ken Loach          | Reino Unido          | Sweet Sixteen            |                     |                     |
| Roman Polański     | Polónia              | The Pianist              | O Pianista          | O Pianista          |
| Alexandr Sokurov   | Rússia               | Russkij Kovcheg          | Arca Russa          | A Arca Russa        |

### Melhor ator
| Ator               | Nacionalidade (país) | Filme                           | Título no Brasil                      | Título em Portugal  |
| ------------------ | -------------------- | ------------------------------- | ------------------------------------- | ------------------- |
| Sergio Castellitto | Itália               | Bella Martha L'ora di religione | Simplesmente Marta A Hora da Religião | Bela Marta          |
| Javier Bardem      | Espanha              | Los lunes al sol                | Segunda-Feira ao Sol                  | Às Segundas ao Sol  |
| Javier Cámara      | Espanha              | Hable con ella                  | Fale com Ela                          | Fala com Ela        |
| Martin Compston    | Reino Unido          | Sweet Sixteen                   |                                       |                     |
| Olivier Gourmet    | Bélgica              | Le fils                         |                                       | O Filho             |
| Markku Peltola     | Finlândia            | Mies vailla menneisyyttä        | O Homem Sem Passado                   | O Homem Sem Passado |
| Timothy Spall      | Reino Unido          | All or Nothing                  | Agora ou Nunca                        | Tudo ou Nada        |

### Melhor atriz
| Atriz | Nacionalidade (país) | Filme                     | Título no Brasil            | Título em Portugal         |
| --- | -------------------- | ------------------------- | --------------------------- | -------------------------- |
| Catherine Deneuve Isabelle Huppert Emmanuelle Béart Fanny Ardant Virginie Ledoyen Danielle Darrieux Ludivine Sagnier Firmine Richard | França               | 8 femmes                  | 8 Mulheres                  | 8 Mulheres                 |
| Oksana Akinshina | Rússia               | Lilja 4-Ever              | Para Sempre Lilya           | Lilya para Sempre          |
| Emmanuelle Devos | França               | Sur mes lèvres            |                             | Nos Meus Lábios            |
| Martina Gedeck | Alemanha             | Bella Martha              | Simplesmente Marta          | Bela Marta                 |
| Laura Morante | Itália               | Un viaggio chiamato amore | Uma Viagem Chamada Amor     | Uma Viagem Chamada Amor    |
| Samantha Morton | Reino Unido          | Morvern Callar            | O Romance de Morvern Callar | A Viagem de Morvern Callar |
| Kati Outinen | Finlândia            | Mies vailla menneisyyttä  | O Homem Sem Passado         | O Homem Sem Passado        |

### Melhor argumentista/roteirista
| Argumentista/Roteirista                   | Nacionalidade (país) | Filme                    | Título no Brasil    | Título em Portugal  |
| ----------------------------------------- | -------------------- | ------------------------ | ------------------- | ------------------- |
| Pedro Almodóvar                           | Espanha              | Hable con ella           | Fale com Ela        | Fala com Ela        |
| Tonino Benacquista Jacques Audiard        | França               | Sur mes lèvres           |                     | Nos Meus Lábios     |
| Paul Greengrass                           | Reino Unido          | Bloody Sunday            | Domingo Sangrento   | Domingo Sangrento   |
| Aki Kaurismäki                            | Finlândia            | Mies vailla menneisyyttä | O Homem Sem Passado | O Homem Sem Passado |
| Krzysztof Kieślowski Krzysztof Piesiewicz | Polónia              | Heaven                   | Paraíso             | Heaven - Por Amor   |
| Paul Laverty                              | Reino Unido          | Sweet Sixteen            |                     |                     |
| François Ozon                             | França               | 8 Femmes                 | 8 Mulheres          | 8 Mulheres          |

### Melhor diretor de fotografia
| Diretor de fotografia | Nacionalidade (país) | Filme                    | Título no Brasil            | Título em Portugal         |
| --------------------- | -------------------- | ------------------------ | --------------------------- | -------------------------- |
| Paweł Edelman         | Polónia              | The Pianist              | O Pianista                  | O Pianista                 |
| Javier Aguirresarobe  | Espanha              | Hable con ella           | Fale com Ela                | Fala com Ela               |
| Tilman Büttner        | Alemanha             | Russkij Kovcheg          | Arca Russa                  | A Arca Russa               |
| Frank Griebe          | Alemanha             | Heaven                   | Paraíso                     | Heaven - Por Amor          |
| Alwin H. Küchler      | Alemanha             | Morvern Callar           | O Romance de Morvern Callar | A Viagem de Morvern Callar |
| Timo Salminen         | Finlândia            | Mies vailla menneisyyttä | O Homem Sem Passado         | O Homem Sem Passado        |
| Ivan Strasburg        | Reino Unido          | Bloody Sunday            | Domingo Sangrento           | Domingo Sangrento          |

### Melhor documentário
| Documentário                         | Título no Brasil              | Título em Portugal   | Diretor/Realizador                           | Produção (país)                              |
| ------------------------------------ | ----------------------------- | -------------------- | -------------------------------------------- | -------------------------------------------- |
| Être et avoir                        | Ser e Ter                     | Ser e Ter            | Nicolas Philibert                            | França                                       |
| Alt om min far                       |                               | Tudo sobre o Meu Pai | Even Benestad                                | Noruega / Dinamarca                          |
| Clown in Kabul                       |                               |                      | Enzo Balestrieri Stefano Moser               | Itália                                       |
| Fellini: Je suis un grand menteur    |                               |                      | Damian Pettigrew                             | França / Itália / Reino Unido                |
| Im toten Winkel - Hitlers Sekretärin | Eu Fui a Secretária de Hitler |                      | André Heller Othmar Schmiderer               | Áustria                                      |
| Le peuple migrateur                  | Migração Alada                | Aves Migratórias     | Jacques Perrin Jacques Cluzaud Michel Debats | França / Alemanha / Itália / Espanha / Suíça |
| Lost in La Mancha                    | Perdido em La Mancha          |                      | Keith Fulton Louis Pepe                      | Reino Unido / Estados Unidos                 |
| Missing Allen - Wo ist Allen Ross?   |                               |                      | Christian Bauer                              | Alemanha / Estados Unidos                    |
| Muraren                              |                               |                      | Stefan Jarl                                  | Suécia                                       |

### Filme revelação
| Filme                              | Título no Brasil       | Título em Portugal | Diretor/Realizador               | Produção (país) |
| ---------------------------------- | ---------------------- | ------------------ | -------------------------------- | --------------- |
| Hukkle                             |                        |                    | György Pálfi                     | Hungria         |
| Due amici                          |                        |                    | Spiro Scimone Francesco Sframeli | Itália          |
| Nichts bereuen                     |                        |                    | Benjamin Quabeck                 | Alemanha        |
| Respiro                            | A Ilha de Grazia       | Respiro            | Emanuele Crialese                | Itália          |
| Små ulykker                        |                        |                    | Annette K. Olesen                | Dinamarca       |
| Smoking Room                       |                        |                    | Roger Gual Julio D. Wallovits    | Espanha         |
| Szép napok                         |                        | Dias Memoráveis    | Kornél Mundruczó                 | Hungria         |
| The Warrior                        | Um Guerreiro Solitário | O Guerreiro        | Asif Kapadia                     | Reino Unido     |
| Varuh meje                         | Guardião da Fronteira  |                    | Maja Weiss                       | Eslovênia       |
| Wesh wesh, qu'est-ce qui se passe? |                        |                    | Rabah Ameur-Zaïmeche             | França          |
| Zmej                               |                        |                    | Aleksei Muradov                  | Rússia          |

### Prémio FIPRESCI
| Filme         | Título no Brasil | Título em Portugal | Diretor/Realizador | Produção (país) |
| ------------- | ---------------- | ------------------ | ------------------ | --------------- |
| Sweet Sixteen |                  |                    | Ken Loach          | Reino Unido     |

### Melhor curta-metragem
Os nomeados para Melhor Curta-Metragem foram selecionados por um júri independente em vários festivais de cinema por toda a Europa.
| Curta-metragem          | Diretor/Realizador | Produção (país)       | Festival                  |
| ----------------------- | ------------------ | --------------------- | ------------------------- |
| 10 minuta               | Ahmed Imamović     | Bósnia e Herzegovina  | Festival de Sarajevo      |
| Muno                    | Bouli Lanners      | Bélgica               | Festival de Gent          |
| Nouvelle de la tour L   | Samuel Benchetrit  | França                | Festival de Valladolid    |
| Nuit de noces           | Olga Baillif       | Bélgica / França      | Festival de Angers        |
| Relativity              | Virginia Heath     | Reino Unido           | Festival de Berlim        |
| Kuvastin                | Tatu Pohjavirta    | Finlândia             | Festival de Tampere       |
| Mi-temps                | Mathias Gokalp     | França                | Festival de Cracóvia      |
| Bror min                | Jens Jonsson       | Suécia                | Festival de Grimstad      |
| Ce vieux rêve qui bouge | Alain Guiraudie    | França                | Festival de Vila do Conde |
| Procter                 | Joachim Trier      | Noruega / Reino Unido | Festival de Edimburgo     |
| Kalózok szeretöje       | Zsofia Péterffy    | Hungria               | Festival de Veneza        |

### Melhor filme não europeu
| Filme                         | Título no Brasil             | Título em Portugal         | Diretor/Realizador | Produção (país) |
| ----------------------------- | ---------------------------- | -------------------------- | ------------------ | --------------- |
| Yadon ilaheyya                | Intervenção Divina           | Intervenção Divina         | Elia Suleiman      | Palestina       |
| 8 Mile                        | 8 Mile - Rua das Ilusões     | 8 Mile                     | Curtis Hanson      | Estados Unidos  |
| Cidade de Deus                | Cidade de Deus               | Cidade de Deus             | Fernando Meirelles | Brasil          |
| Far from Heaven               | Longe do Paraíso             | Longe do Paraíso           | Todd Haynes        | Estados Unidos  |
| Minority Report               | Minority Report - A Nova Lei | Relatório Minoritário      | Steven Spielberg   | Estados Unidos  |
| My Big Fat Greek Wedding      | Casamento Grego              | Viram-se Gregos para Casar | Joel Zwick         | Estados Unidos  |
| Sen to Chihiro no kamikakushi | A Viagem de Chihiro          | A Viagem de Chihiro        | Hayao Miyazaki     | Japão           |
| Spider                        | Spider - Desafie Sua Mente   | Spider                     | David Cronenberg   | Canadá          |

### Prémio de carreira
- Tonino Guerra

### Prémio de mérito europeu no Cinema Mundial
- Victoria Abril

### Prémio do Público
O vencedor dos Prémios Jameson Escolha do Público foram escolhidos por votação on-line.

#### Melhor realizador/diretor
| Realizador/Diretor                | Nacionalidade (país) | Filme                            | Título no Brasil              | Título em Portugal     |
| --------------------------------- | -------------------- | -------------------------------- | ----------------------------- | ---------------------- |
| Pedro Almodóvar                   | Espanha              | Hable con ella                   | Fale com Ela                  | Fala com Ela           |
| Sergio Castellitto                | Itália               | L'ora di religione               | A Hora da Religião            |                        |
| Cristina Comencini                | Itália               | Il più bel giorno della mia vita | O Mais Belo Dia da Minha Vida |                        |
| Jean-Pierre Dardenne Luc Dardenne | Bélgica              | Le fils                          |                               | O Filho                |
| Andreas Dresen                    | Alemanha             | Halbe Treppe                     | Entre Casais                  | A Meio Caminho         |
| Paul Greengrass                   | Reino Unido          | Bloody Sunday                    | Domingo Sangrento             | Domingo Sangrento      |
| Aki Kaurismäki                    | Finlândia            | Mies vailla menneisyyttä         | O Homem Sem Passado           | O Homem Sem Passado    |
| Cédric Klapisch                   | França               | L'Auberge espagnole              | O Albergue Espanhol           | A Residência Espanhola |
| Mike Leigh                        | Reino Unido          | All or Nothing                   | Agora ou Nunca                | Tudo ou Nada           |
| Annette K. Olesen                 | Dinamarca            | Små ulykker                      |                               |                        |
| François Ozon                     | França               | 8 Femmes                         | 8 Mulheres                    | 8 Mulheres             |
| Silvio Soldini                    | Itália               | Brucio nel vento                 | Queimando ao Vento            |                        |

#### Melhor ator
| Ator               | Nacionalidade (país) | Filme                               | Título no Brasil                    | Título em Portugal                  |
| ------------------ | -------------------- | ----------------------------------- | ----------------------------------- | ----------------------------------- |
| Javier Cámara      | Espanha              | Hable con ella                      | Fale com Ela                        | Fala com Ela                        |
| Hugh Bonneville    | Reino Unido          | Iris                                | Iris                                | Iris                                |
| Jim Broadbent      | Reino Unido          | Iris                                | Iris                                | Iris                                |
| Adrien Brody       | Estados Unidos       | The Pianist                         | O Pianista                          | O Pianista                          |
| Vincent Cassel     | França               | Sur mes lèvres                      |                                     | Nos Meus Lábios                     |
| Sergio Castellitto | Itália               | L'ora di religione                  | A Hora da Religião                  |                                     |
| Alain Chabat       | França               | Astérix & Obélix: Mission Cléopâtre | Asterix e Obelix - Missão Cleópatra | Astérix e Obélix - Missão Cleópatra |
| Martin Compston    | Reino Unido          | Sweet Sixteen                       |                                     |                                     |
| Ralph Fiennes      | Reino Unido          | Spider                              | Spider - Desafie Sua Mente          | Spider                              |
| Olivier Gourmet    | Bélgica              | Le fils                             |                                     | O Filho                             |
| Luigi Lo Cascio    | Itália               | Luce dei miei occhi                 |                                     |                                     |
| Ulrich Tukur       | Alemanha             | Amen.                               | Amém                                |                                     |

#### Melhor atriz
| Atriz            | Nacionalidade (país) | Filme                    | Título no Brasil            | Título em Portugal   |
| ---------------- | -------------------- | ------------------------ | --------------------------- | -------------------- |
| Kate Winslet     | Reino Unido          | Iris                     | Iris                        | Iris                 |
| Victoria Abril   | Espanha              | Sin noticias de Dios     | Sem Notícias de Deus        | Sem Notícias de Deus |
| Fanny Ardant     | França               | 8 femmes                 | 8 Mulheres                  | 8 Mulheres           |
| Ariane Ascaride  | França               | Marie-Jo et ses 2 amours | Marie-Jo e Seus Dois Amores |                      |
| Judi Dench       | Reino Unido          | Iris                     | Iris                        | Iris                 |
| Emmanuelle Devos | França               | Sur mes lèvres           |                             | Nos Meus Lábios      |
| Isabelle Huppert | França               | 8 femmes                 | 8 Mulheres                  | 8 Mulheres           |
| Helen Mirren     | Reino Unido          | Gosford Park             | Assassinato em Gosford Park | Gosford Park         |
| Parminder Nagra  | Reino Unido          | Bend It Like Beckham     | Driblando o Destino         | Joga como Beckham    |
| Maggie Smith     | Reino Unido          | Gosford Park             | Assassinato em Gosford Park | Gosford Park         |
| Paprika Steen    | Dinamarca            | Okay                     |                             |                      |
| Emily Watson     | Reino Unido          | Gosford Park             | Assassinato em Gosford Park | Gosford Park         |

## Netografia
- «Vencedores dos EFA 2002» (em inglês)
- «Nomeados para os EFA 2002» (em inglês)
- «Nomeados ao Prémio do Público» (em inglês)